# كلوديا ليتي
كلوديا كريستينا ليتي إيناسيو بيدريرا (بالبرتغالية: Cláudia Cristina Leite Inácio Pedreira‏) هي مغنية وكاتبة أغاني وشخصية تلفزيون برازيلية ولدت في يوم 10 يوليو 1980 في مدينة ساو غونسالو في البرازيل، بدأت شهرتها في سنة 2002 بعد مشاركتها في فرقة أكس، في سنة 2008 طرحت أول ألبوم لها بعنوان الحياة في كوباكابانا Ao Vivo em Copacabana وحصل على ملايين الأرباح، أصبحت بعدها واحدة من أنجح مغنيات البرازيل، وترشحت لنيل عدة جوائز بعدها، في سنة 2014 غنت مع كل من بيتبول وجينيفر لوبيز أغنية كلنا واحد (أولي أولي) التي أصبحت الأغنية الرسمية لبطولة كأس العالم 2014 في البرازيل، في 2012 أصبحت إحدى المدربين في برنامج ذا فويس الخاصة بالنسخة البرازيلية للأطفال.

## روابط خارجية
- كلوديا ليتي على موقع IMDb (الإنجليزية)
- كلوديا ليتي على موقع ميوزك برينز (الإنجليزية)
- كلوديا ليتي على موقع أول ميوزيك (الإنجليزية)
- كلوديا ليتي على موقع ديسكوغز (الإنجليزية)
- كلوديا ليتي على موقع قاعدة بيانات الفيلم (الإنجليزية)
- كلوديا ليتي على موقع كينوبويسك (الروسية)